# Élection législative de 1978 à Wallis-et-Futuna
Les élections législatives françaises de 1978 se déroulent le 12 mars 1978. Dans le territoire de Wallis-et-Futuna, un député est à élire dans le cadre d'une circonscription.

## Élus
| Circonscription        | Député sortant | Parti | Parti | Député élu ou réélu | Parti | Parti |
| ---------------------- | -------------- | ----- | ----- | ------------------- | ----- | ----- |
| Circonscription unique | Benjamin Brial |       | RPR   | Benjamin Brial      |       | RPR   |

## Résultats

### Résultats à l'échelle du territoire
|                | Rassemblement pour la République   | 2 303 | 51,93  | 1 |  |  |
|                | Union pour la démocratie française | 2 132 | 48,07  | 0 |  |  |
|                | Majorité présidentielle            | 4 435 | 100,00 | 1 |  |  |
|                |                                    |       |        |   |  |  |
| Inscrits       | Inscrits                           | 5 480 | 100,00 | 1 |  |  |
| Abstentions    |                                    |       |        |   |  |  |
| Votants        |                                    |       |        |   |  |  |
| Blancs et nuls |                                    |       |        |   |  |  |
| Exprimés       | Exprimés                           | 4 435 |        |   |  |  |

### Résultats par circonscription
|                | Benjamin Brial sortant réélu | RPR      | 2 303 | 51,93  |  |  |  |
|                | Petelo Falelavaki            | UDF      | 2 132 | 48,07  |  |  |  |
|                |                              |          |       |        |  |  |  |
| Inscrits       | Inscrits                     | Inscrits | 5 480 | 100,00 |  |  |  |
| Abstentions    |                              |          |       |        |  |  |  |
| Votants        |                              |          |       |        |  |  |  |
| Blancs et nuls |                              |          |       |        |  |  |  |
| Exprimés       | Exprimés                     | Exprimés | 4 435 |        |  |  |  |